# Сан-Іґнасіо (Беліз)
Сан-Іґнасіо, Сан-Ігнасіо (англ. San Ignacio) — місто в Белізі. Розміщене у західній частині країни, поблизу з кордоном з Гватемалою, за 35 кілометрів на захід від міста Бельмопан та за 115 кілометрів від узбережжя Карибського моря. З населенням 16 977 чоловік (станом на 2010 рік) він є другим за величиною містом Белізу. Сан-Ігнасіо — адміністративний центр белізької провінції Кайо і лежить на прокладеному від узбережжя Карибського моря у напрямку Гватемали Західному шосе (Western Highway).
Поблизу Сан-Ігнасіо розміщені руїни міст стародавніх мая Шунантуніч і Кахаль-Печ, а також Актун-Туничиль-Мукналь — велика печера, де проводились ритуальні обряди.